# Everland Resort
Everland Resort est un complexe de loisirs situé à Yongin, près de Séoul, en Corée du Sud qui comporte un parc à thème, un zoo, un parc aquatique (Caribbean Bay) et des hôtels. Ouvert en avril 1976, le site est dirigé par le groupe Samsung Everland, une filiale de Samsung. Le ticket d'entrée permet aussi de visiter le musée d'art Ho-Am situé juste à côté.

## Le parc d'attractions

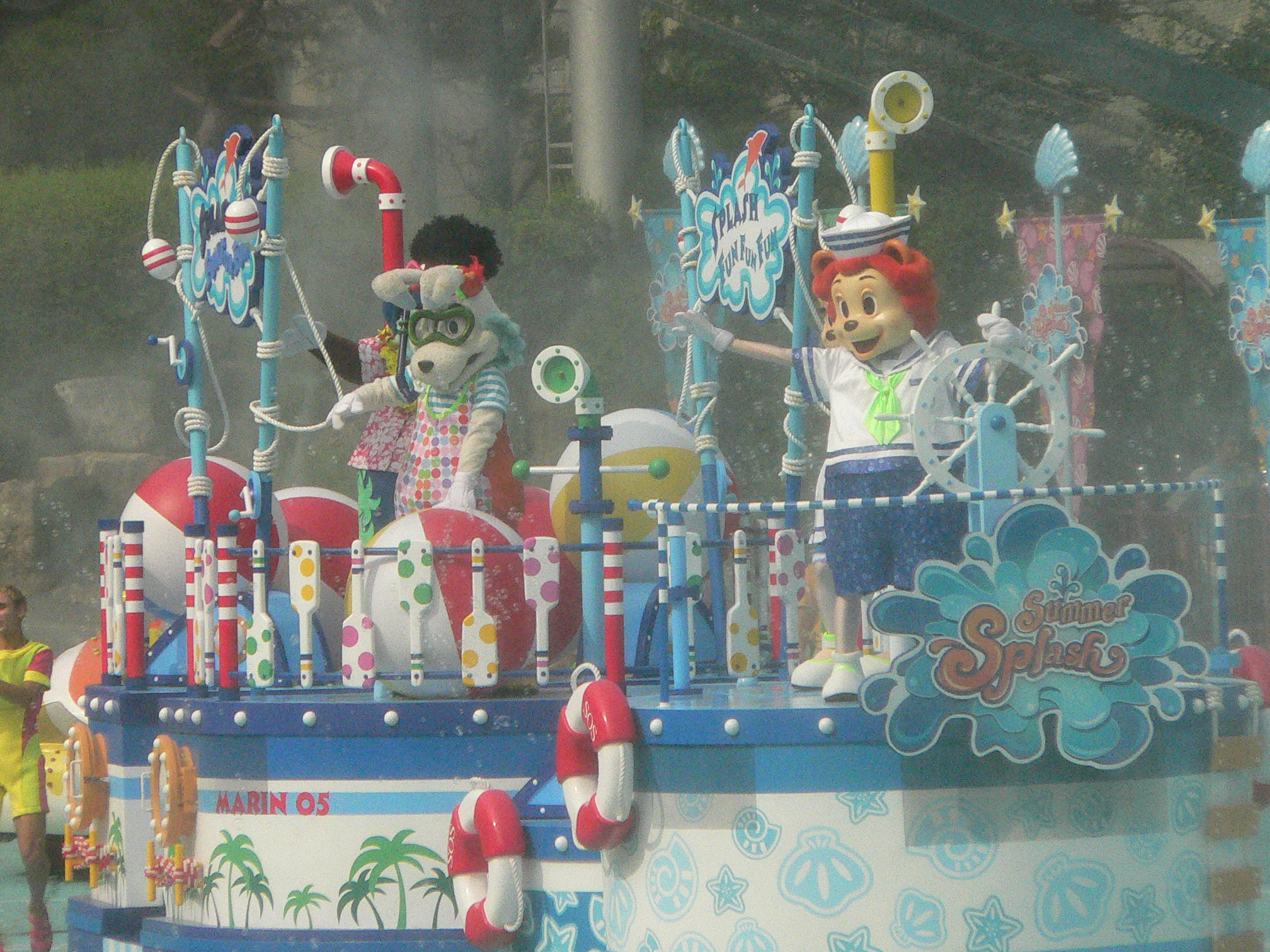
Les mascottes sur le char de la parade estivale.

Le parc est divisé en 6 zones thématiques distinctes :
- Global Fair - La zone dédiée au shopping, aux stands et aux restaurants.
- Zoo-Topia - Le zoo
- European Adventure - Zone thématique sur l'Europe
- Magic Land -
- American Adventure - Zone thématique sur l'Amérique
- Caribbean Bay - parc aquatique, nécessite un ticket d'entrée supplémentaire

### Les montagnes russes

#### En fonctionnement
| Nom                            | Type                             | Constructeur | Année |
| ------------------------------ | -------------------------------- | ------------ | ----- |
| Dragon Coaster                 | Montagnes russes en métal junior | Zamperla     | 1987  |
| Herky & Timmy's Racing Coaster | Junior / Vekoma Junior Coaster   | Vekoma       | 2005  |
| Rolling X-Train                | Montagnes russes en métal        | Arrow        | 1988  |
| T Express                      | Montagnes russes en bois         | Intamin      | 2008  |

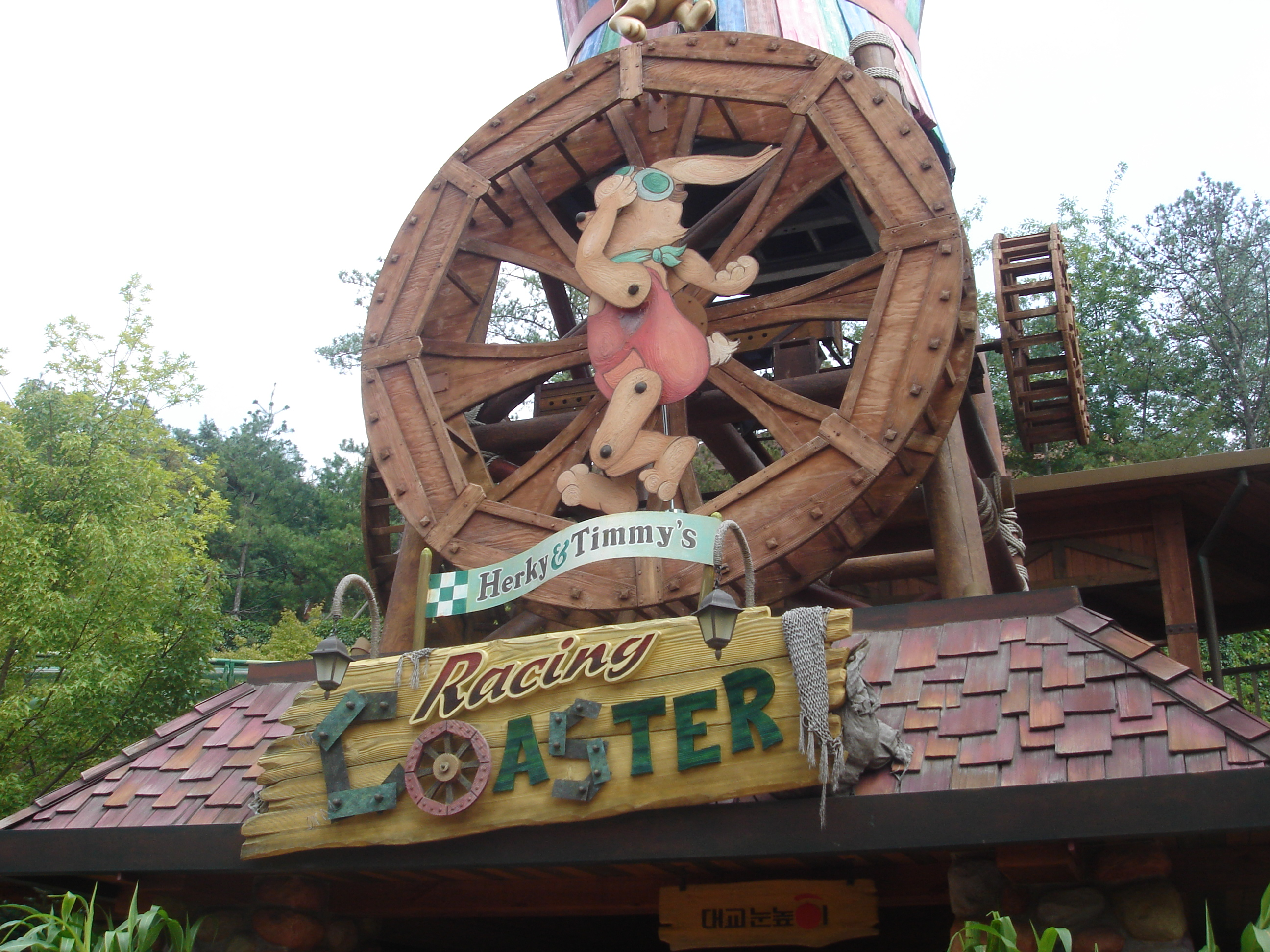
Herky & Timmy's Racing Coaster
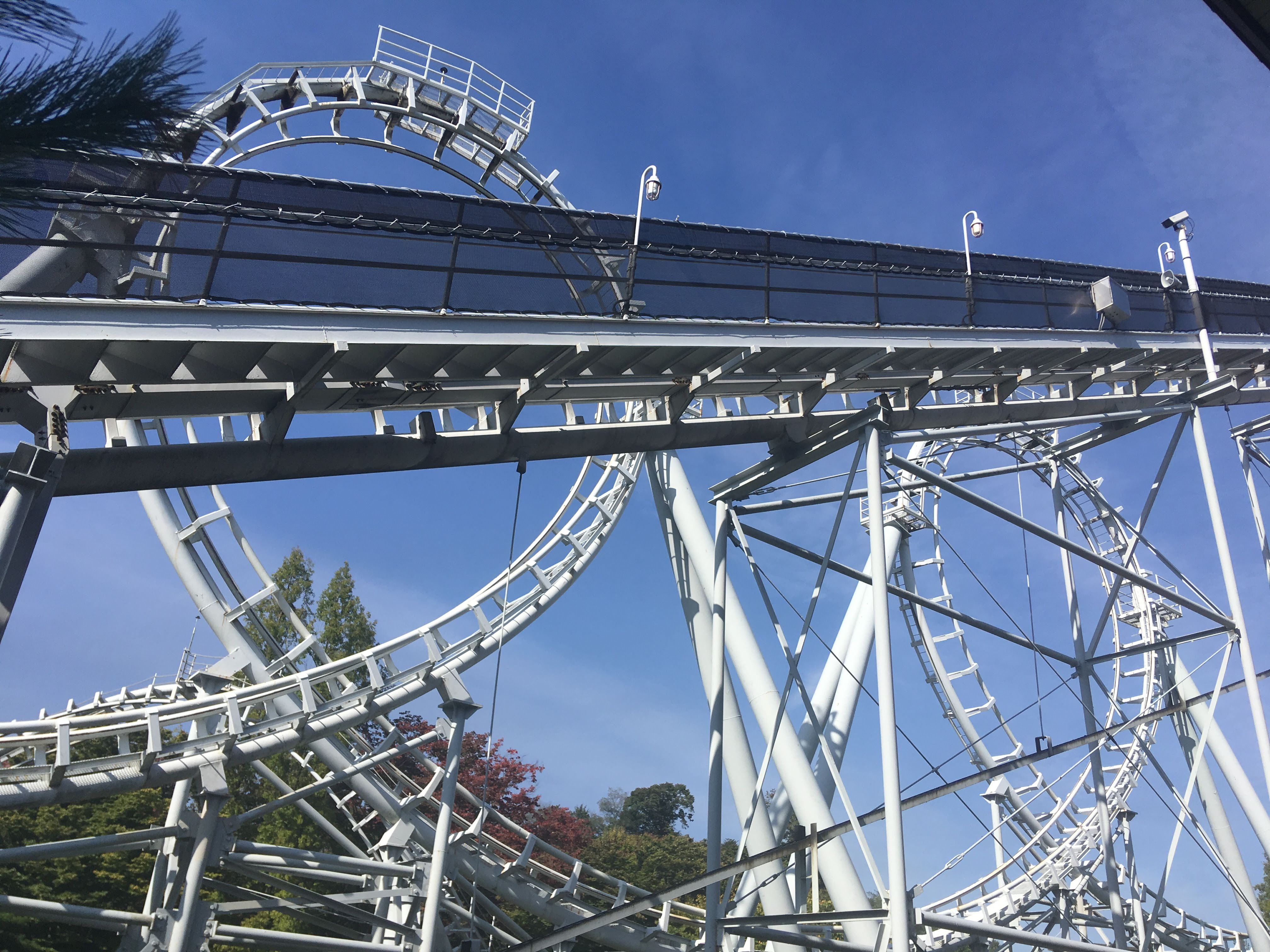
Rolling X-Train
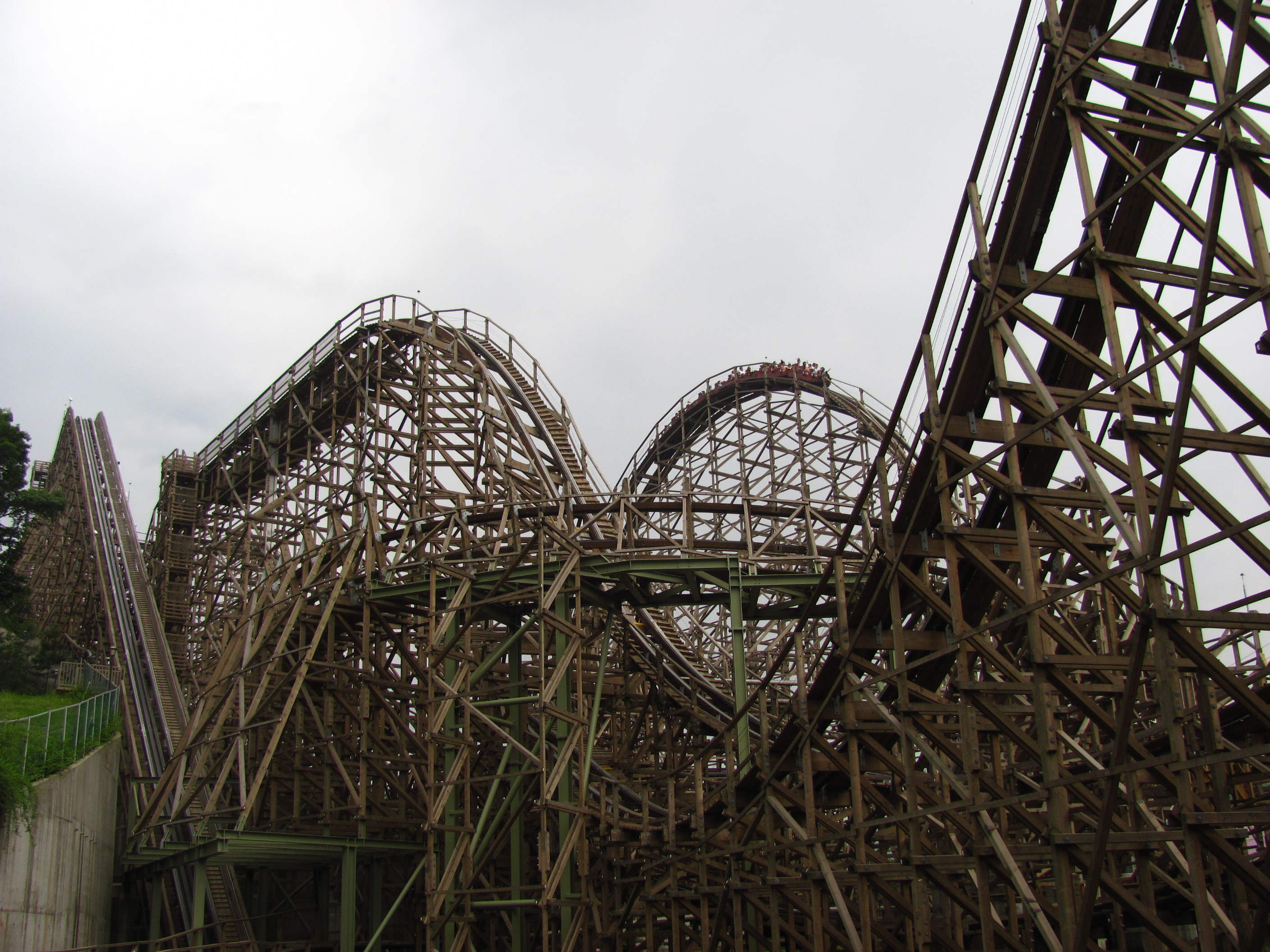
T Express

#### Disparues
- Eagle Fortress - Montagnes russes à véhicule suspendu, Arrow (1992-2009)
- Jet Coaster - Montagnes russes en métal (1976-2005)
- Jungle Mouse - Wild Mouse (1982-vers 1988)

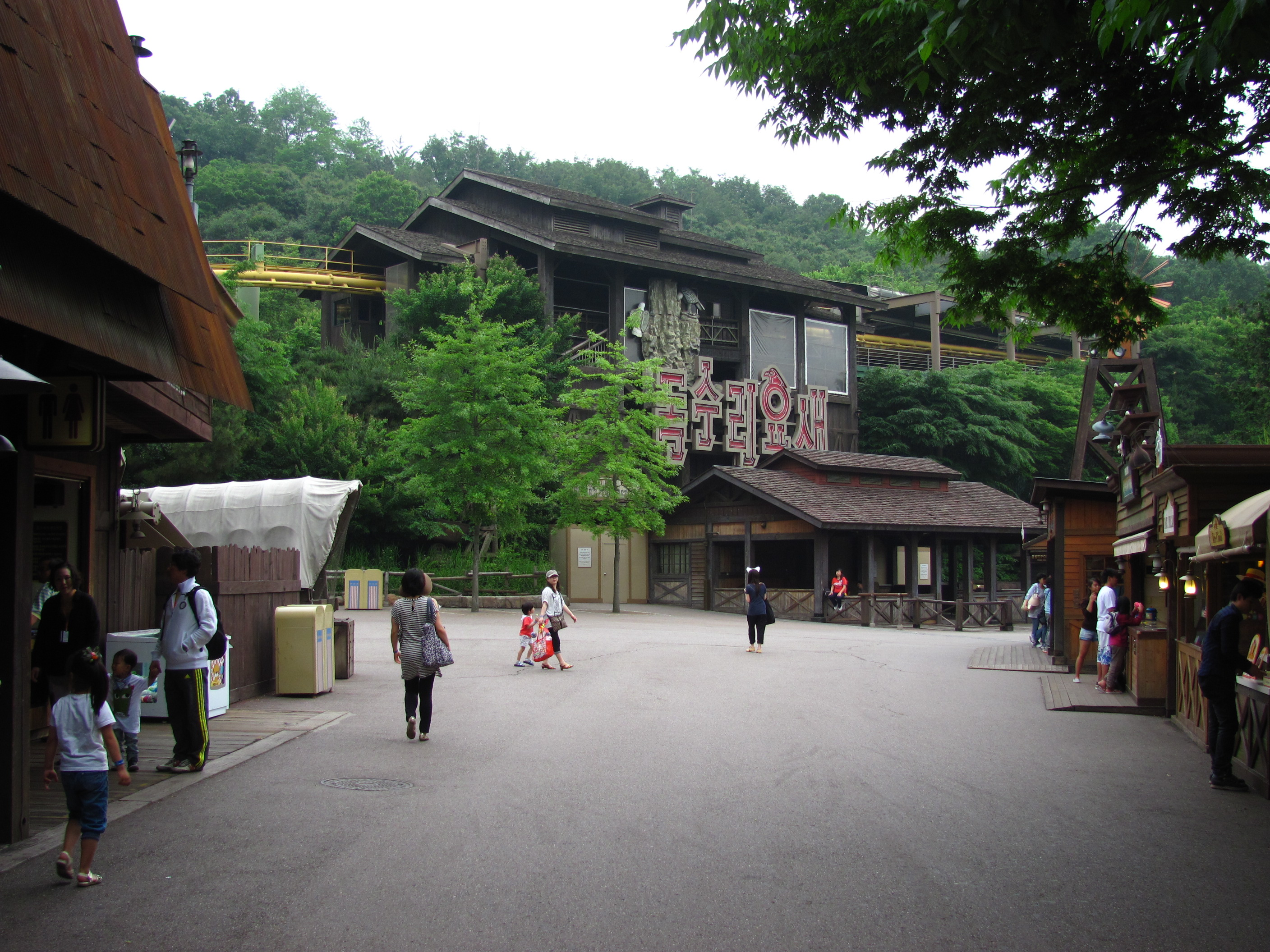
Eagle Fortress

### Attractions  à sensations

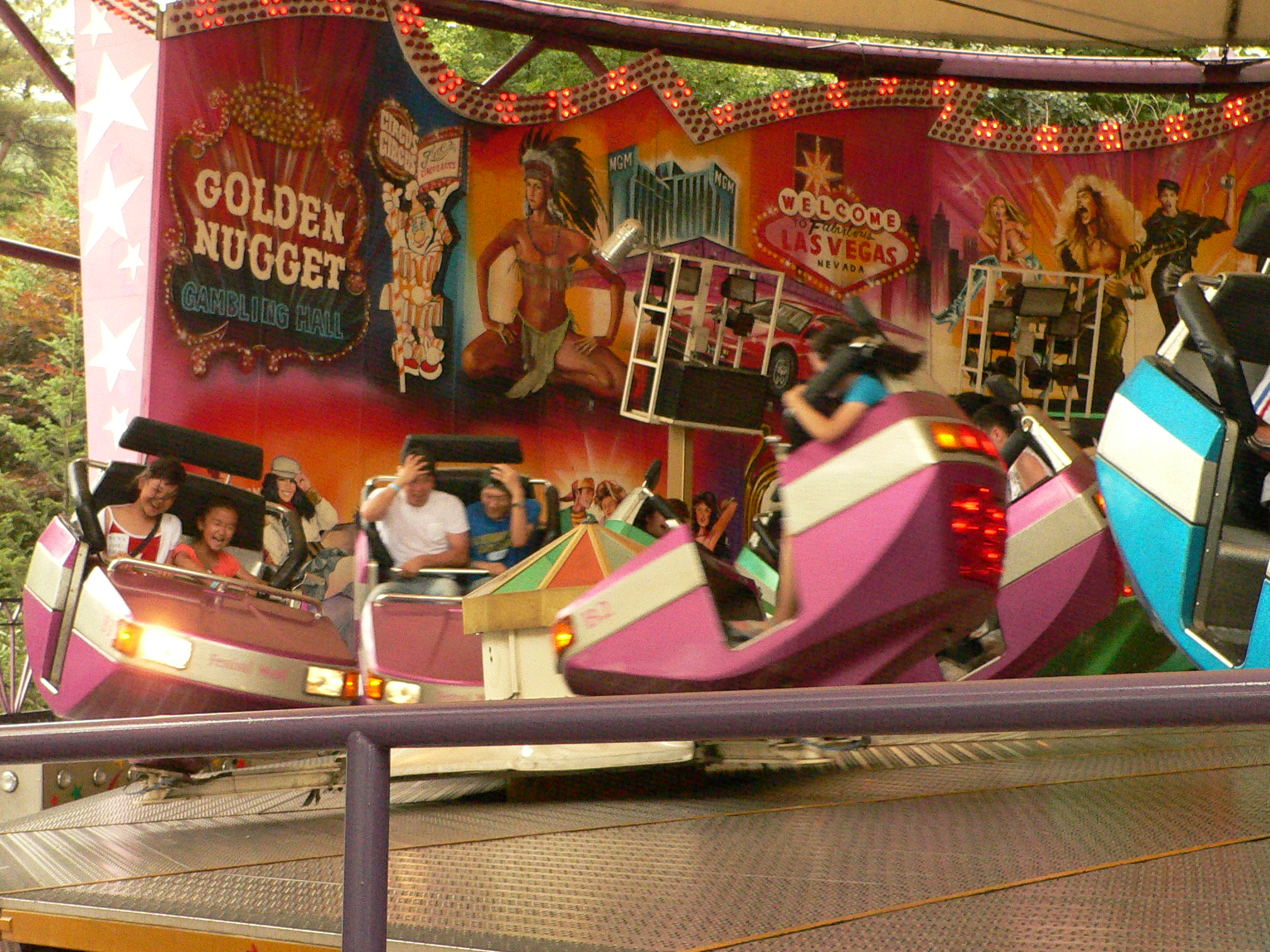
Championship Rodeo

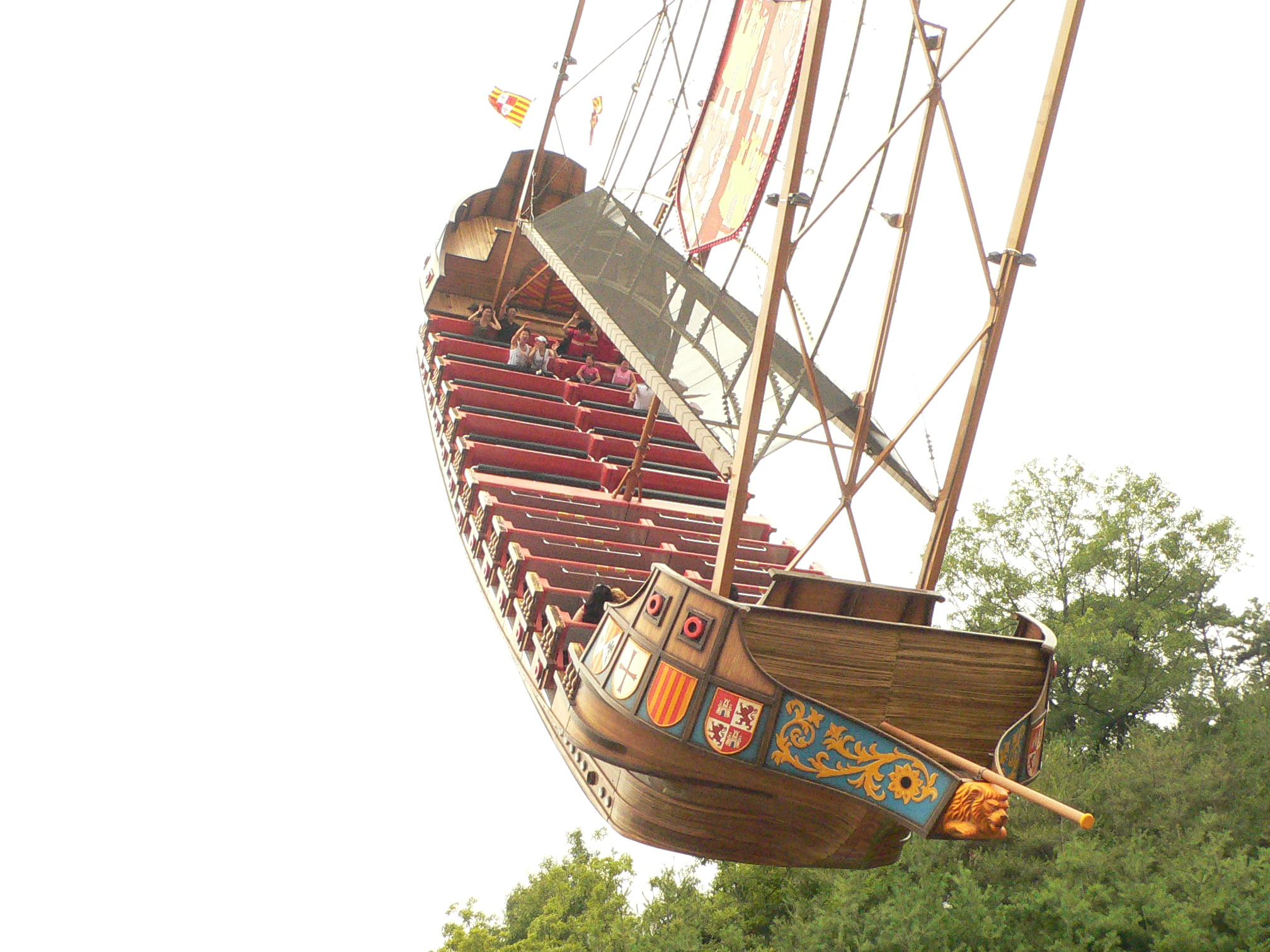
Great Adventure of Columbus

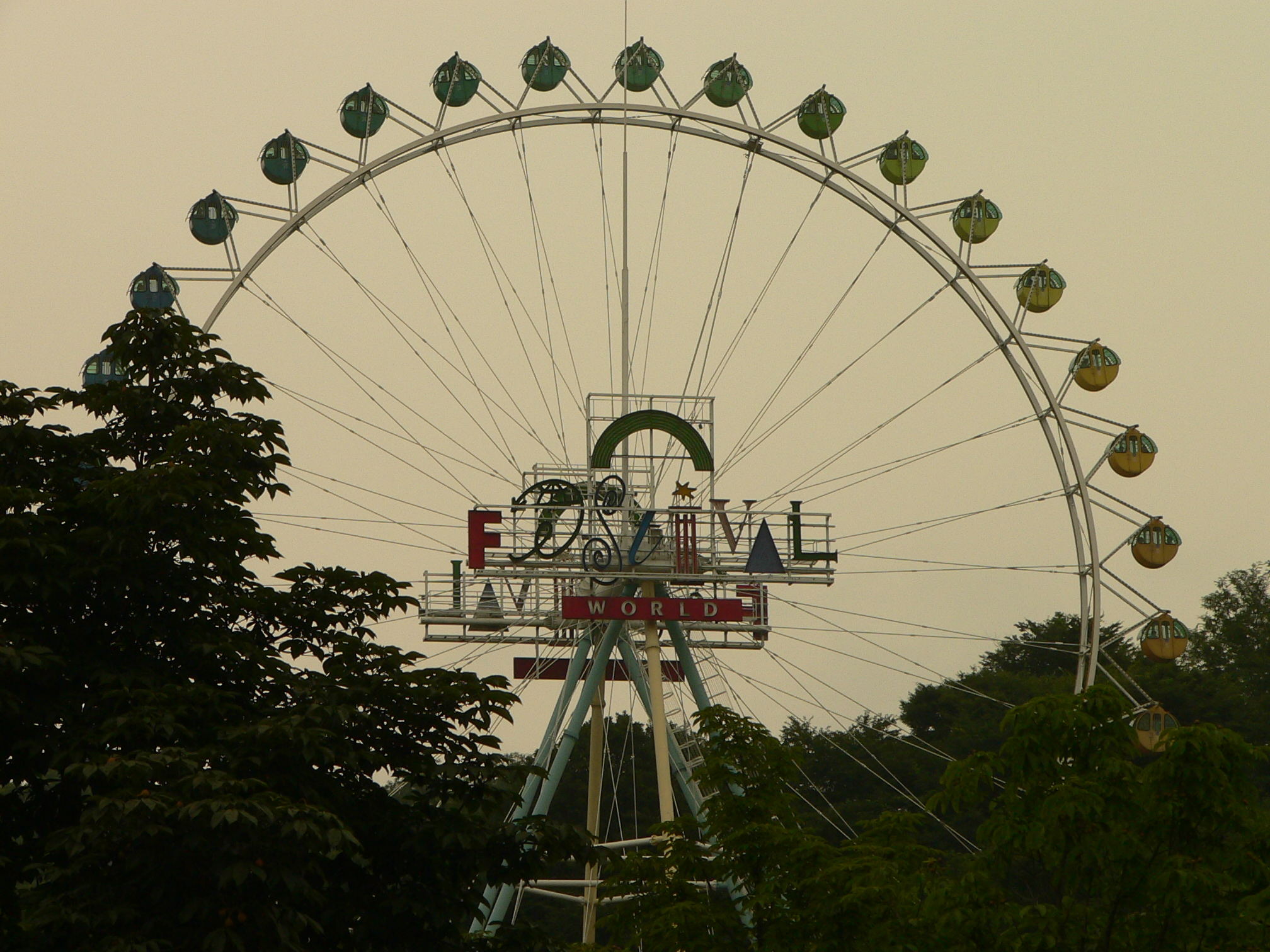
Space Tour Car

- Championship Rodeo - Breakdance de Huss Rides
- Double Rock Spin - Top Spin de Huss Rides
- Great Adventure of Columbus - Bateau à bascule de Intamin
- Hurricane - Frisbee de Huss Rides
- Let's Twist - manège Top Scan de Mondial

### Attractions aquatiques
- Amazon Express - Rivière rapide en bouées de Hafema
- Flume Ride - Bûches

### Autres attractions
- Ball House - Piscine à boules
- Bumper Car - Autos tamponneuses
- Castle of Oz - Palais du rire
- Crazy Limo - Huss Rides
- Dancing Airplane - manège Crazy Plane de Zamperla
- Disco Round
- Festival Train - Train de Chance Rides
- Flash Pang Pang
- Flying Elephant - Manège
- Flying Rescue - Tower de Preston & Barbieri
- Global Village - Barque scénique de Intamin
- Helicycle - Monorail en forme d'hélicoptères, modèle Pedal car
- Kingdom of Cars
- Lily Dance - Demolition Derby de Zamperla
- Magic Swing - Rockin' Tug de Zamperla
- Mystery Mansion - Parcours scénique interactif de Mack Rides
- Peter Pan - Music Express de Mack Rides
- Robot Car - Carrousel
- Rotating House - Mad House de Mack Rides - 2006
- Royal Jubily Carrousel - Carrousel
- Sky Dancing - Pavillon Dansant de Gerstlauer
- Skyway - Télésiège de Poma
- Space Fighter
- Space Tour : Simulateur de vol de Giovanola
- Space Tour Car - Grande roue
- Spooky Fun house - Palais du rire

## Le parc aquatique
Le parc aquatique, nommé Caribbean Bay est composé de plusieurs piscines, de bains de bulles, des piscines à vagues, d'un courant artificiel, de toboggans aquatiques d'un sauna, d'un spa et d'aires de jeux aquatiques aménagées.
Une partie du parc est en intérieur.

## Le zoo

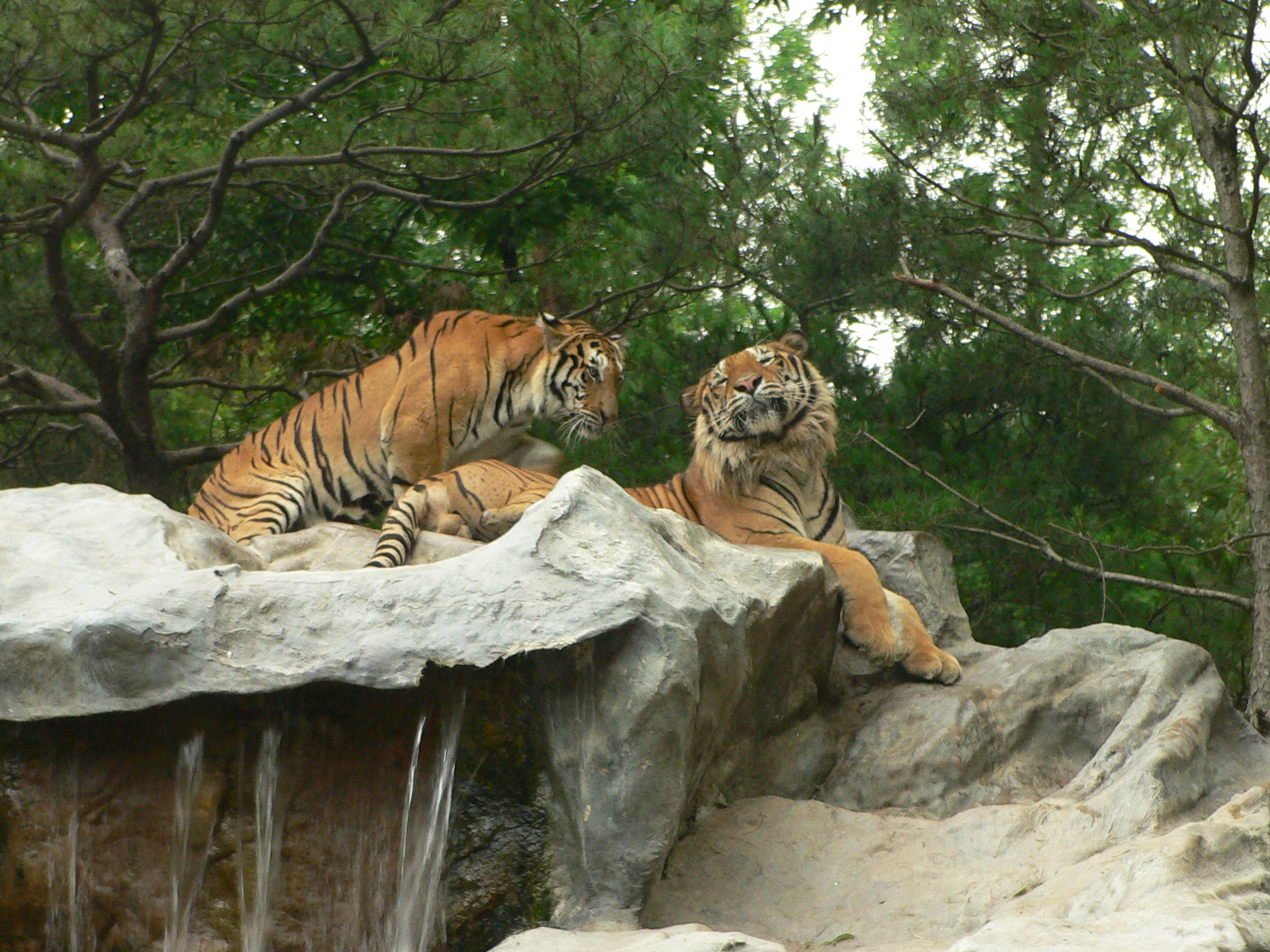
Tigres
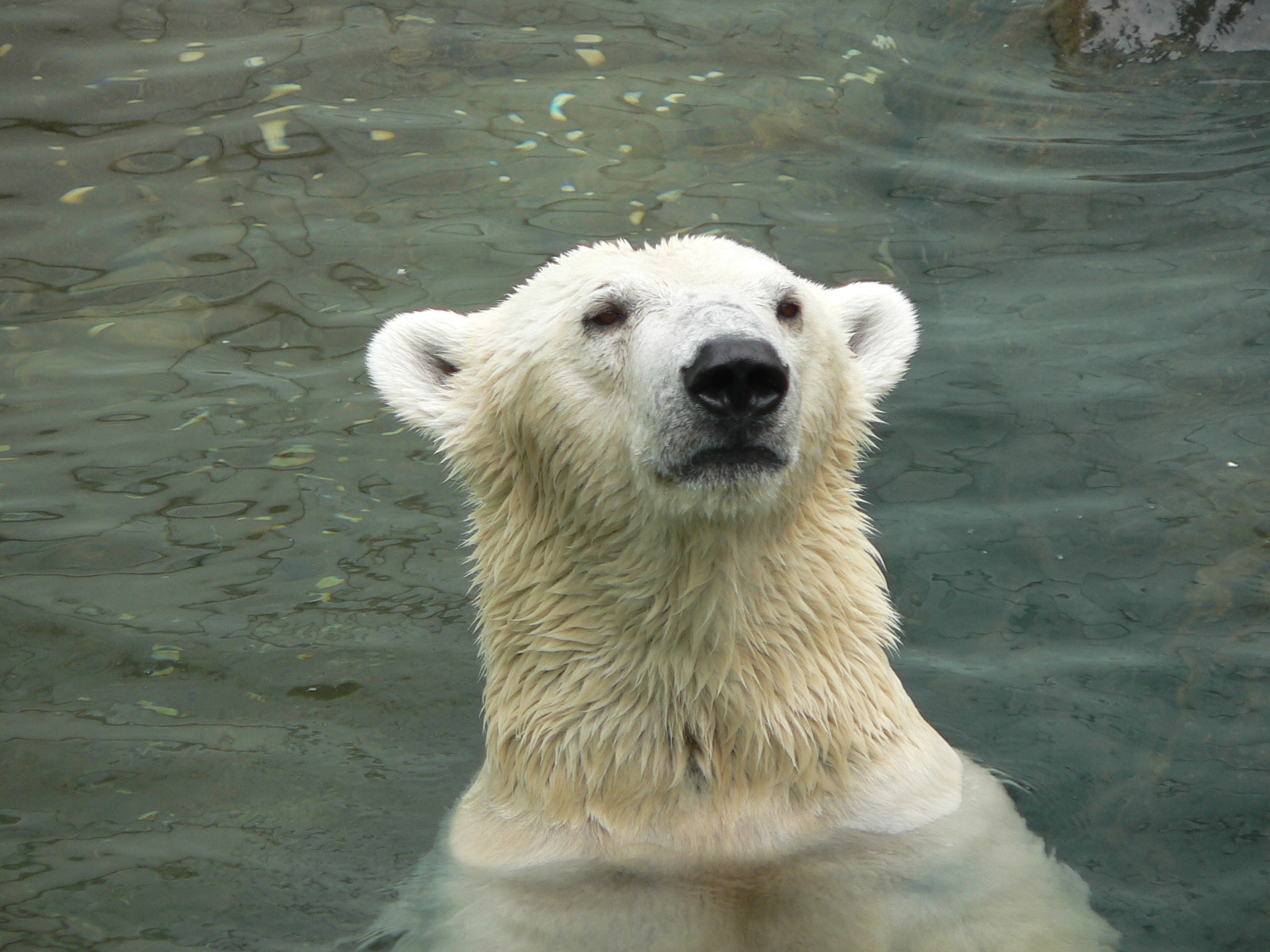
Ours blanc
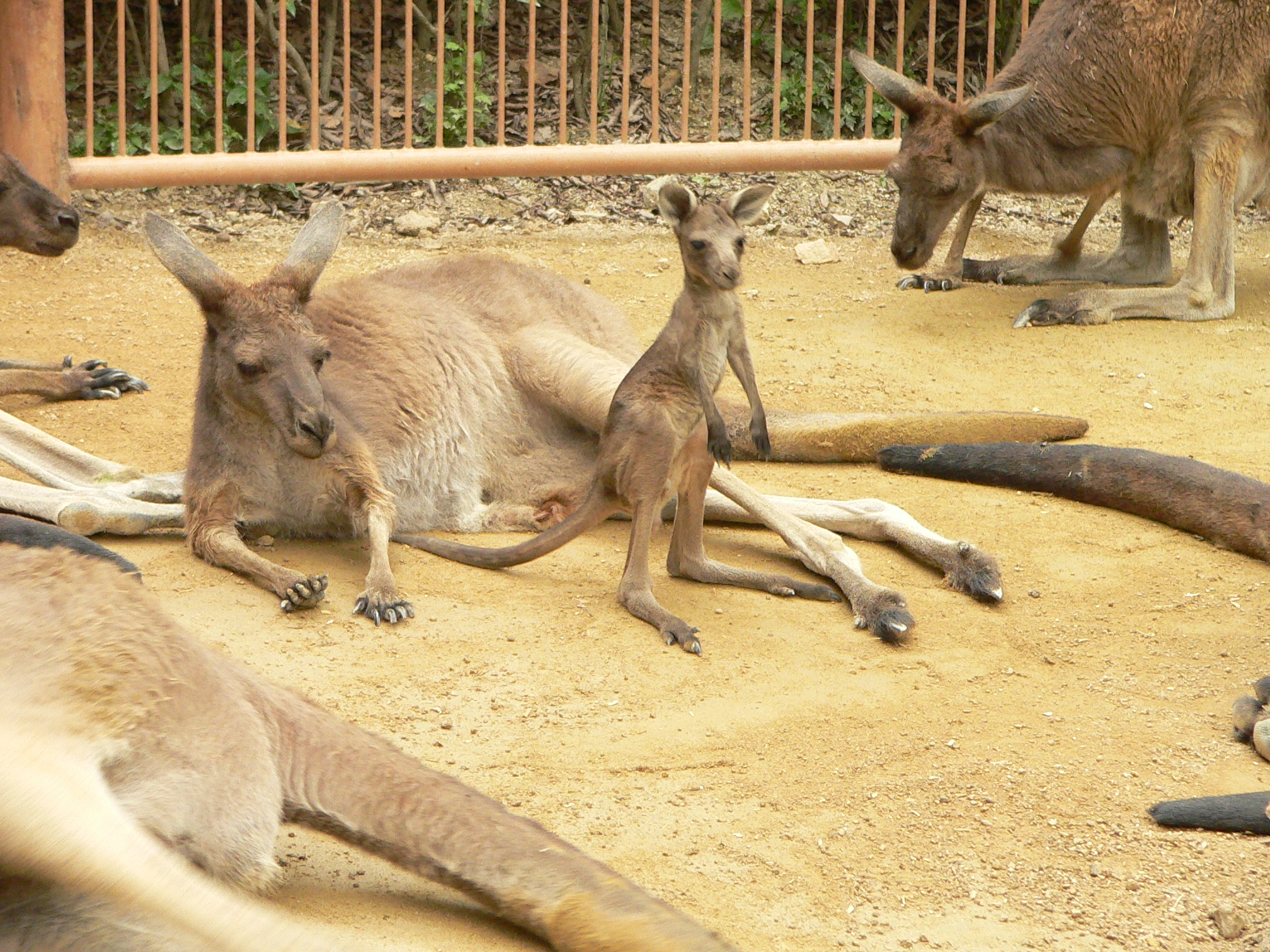
Kangourous
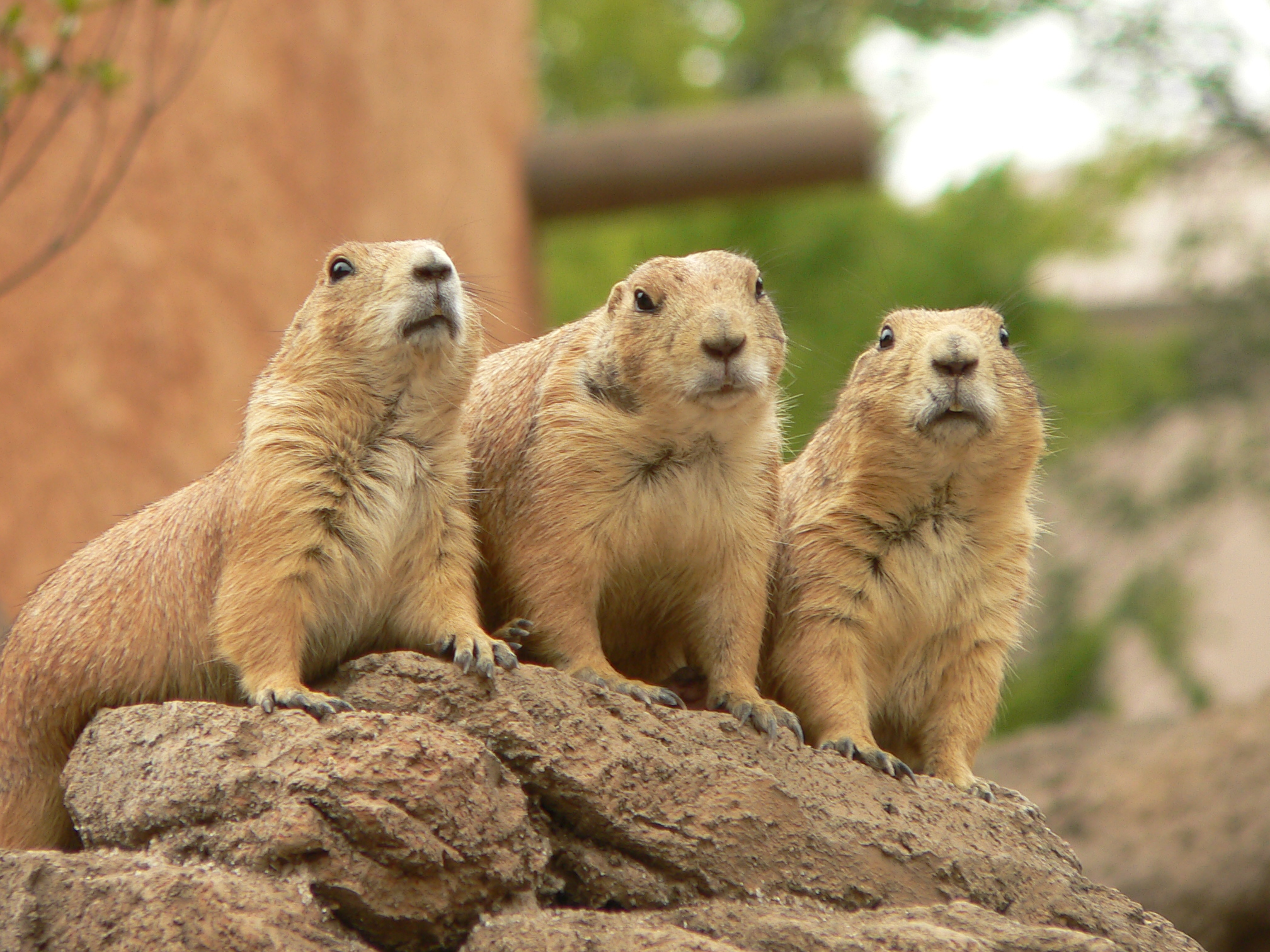
Marmottes
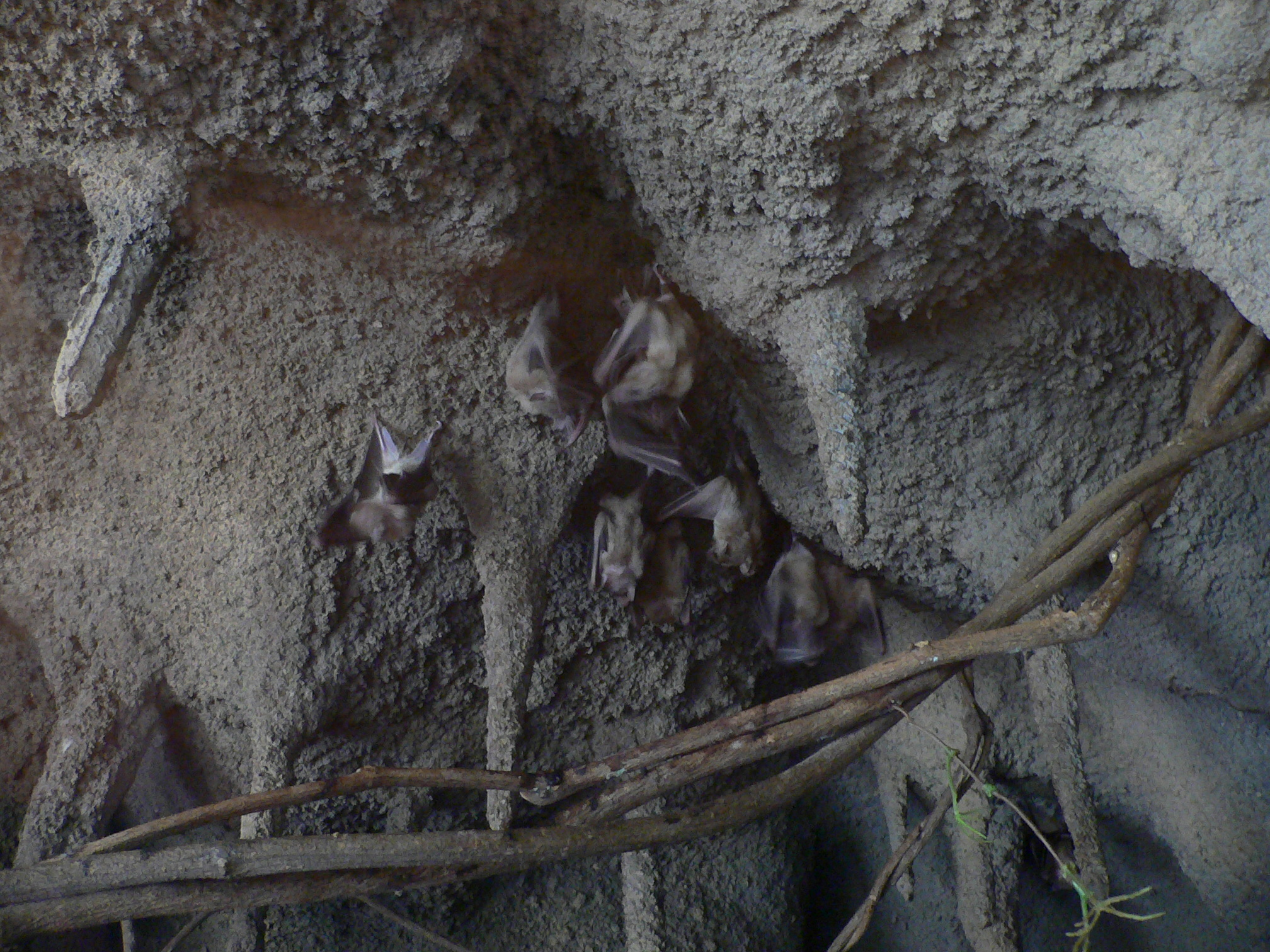
Chauve-souris
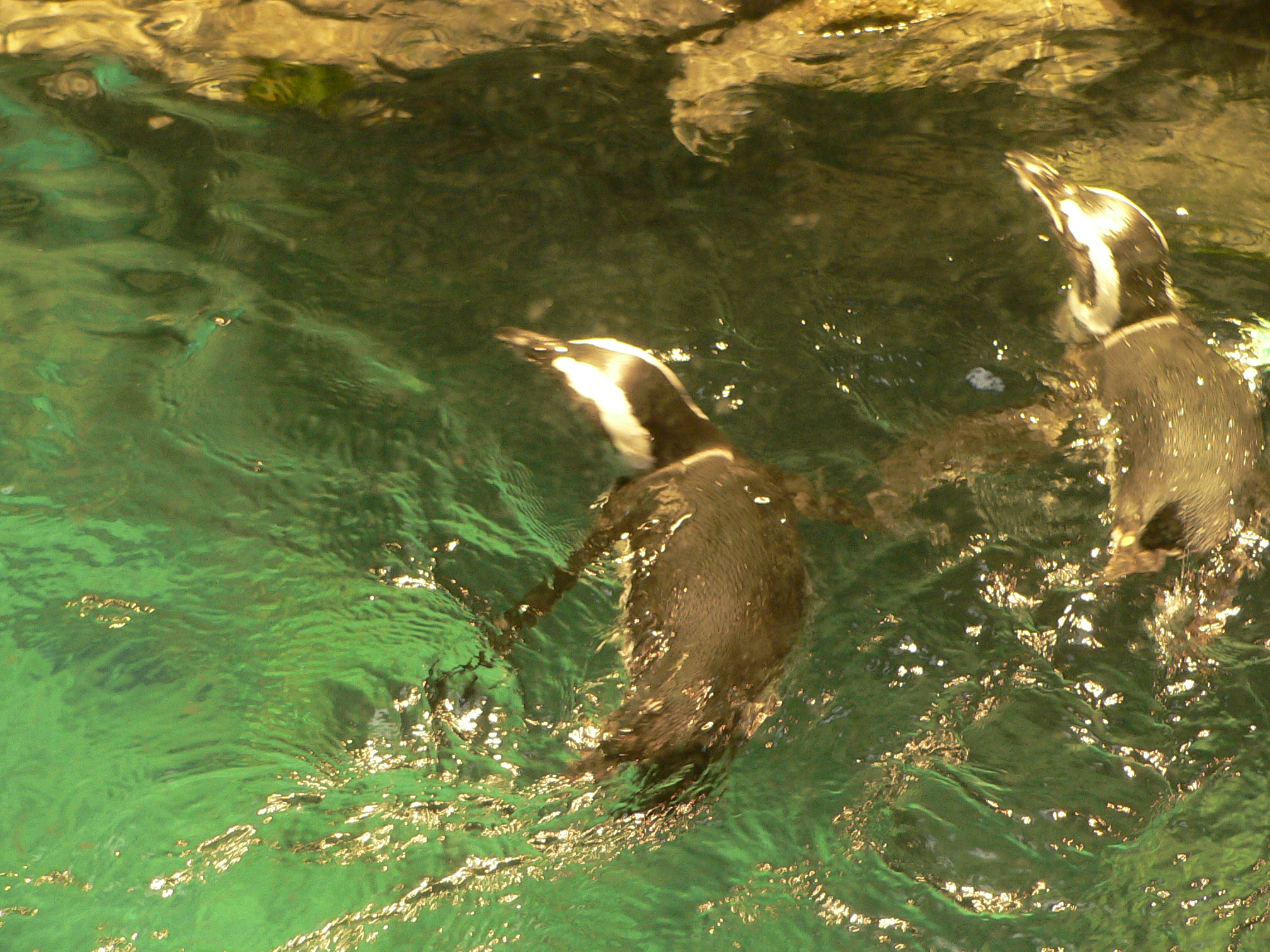
Manchots
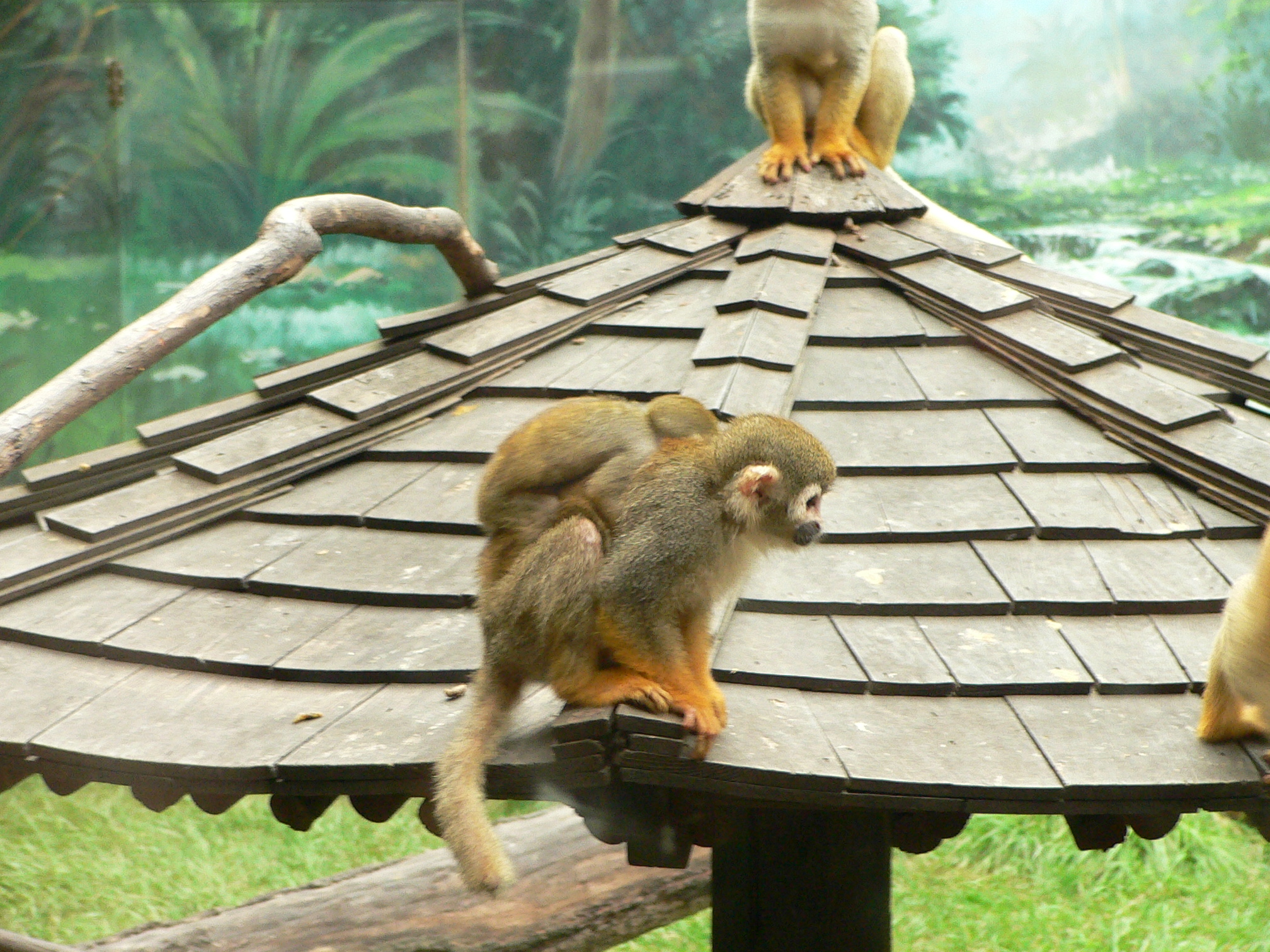
Singes
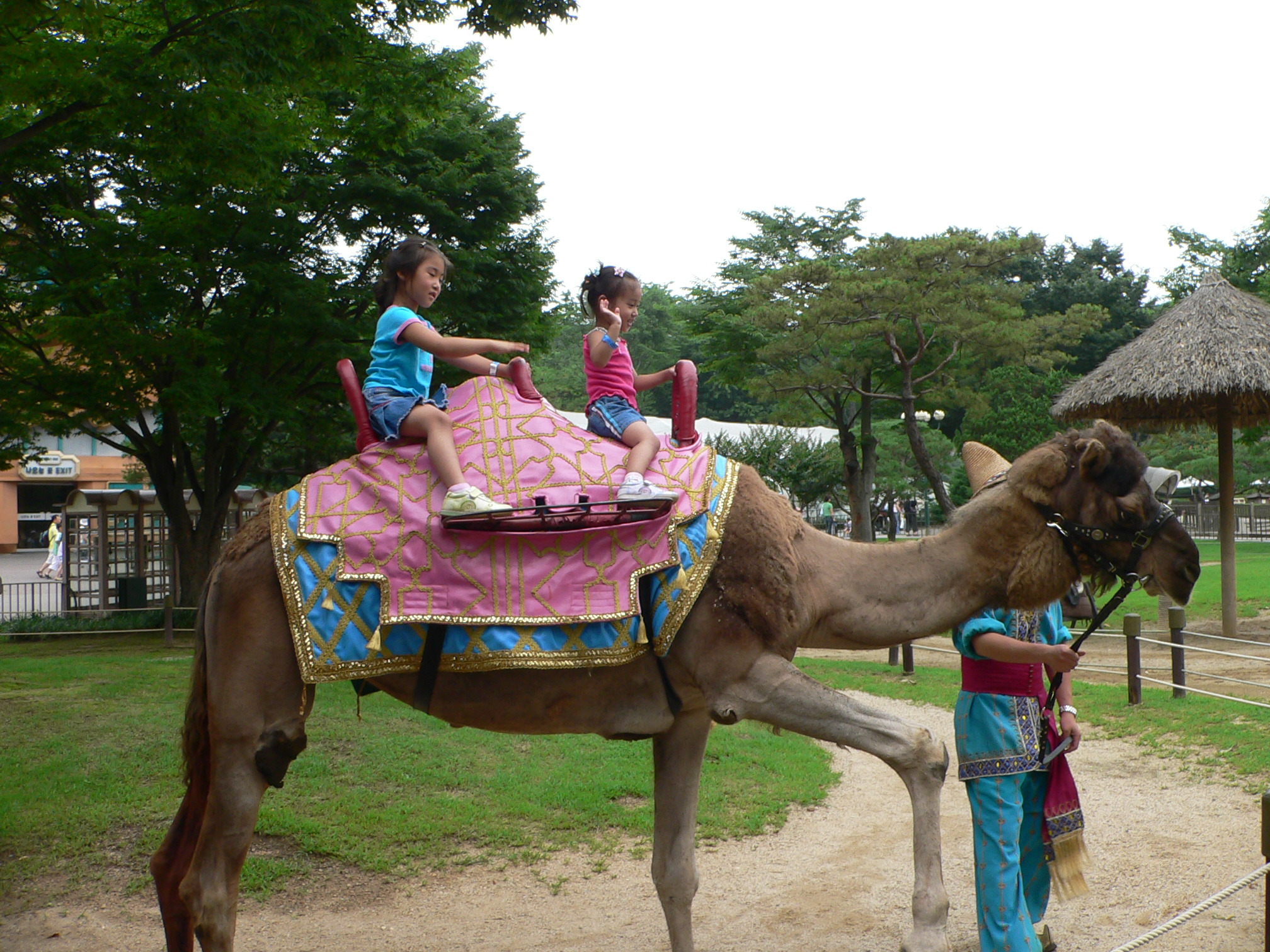
Dromadaire